# Занна (река)
За́нна (нем. Sanna, [ˈzana]) — река на западе Австрии, течёт по территории округа Ландекк в федеральной земле Тироль. Левый приток реки Инн, с которой сливается на высоте 775 м над уровнем моря в городе Ландекк.
Длина реки составляет 7,1 км. Площадь водосборного бассейна равняется 727,7 км². Ледники занимают 15,48 км² от территории водосборного бассейна.
Занна начинается от слияния рек Розанна и Тризанна на высоте 870 м над уровнем моря на границе общин Штренген и Тобадилль.